# Adam Przyboś
Adam Wiktor Przyboś (ur. 23 grudnia 1906 w Rzeszowie, zm. 14 sierpnia 1990 w Krakowie) – polski historyk, badacz dziejów nowożytnych XVI–XVIII wieku, pedagog, działacz społeczny, profesor PAN, Wyższej Szkoły Pedagogicznej i Uniwersytetu Jagiellońskiego.

## Życiorys
W 1925 zdał egzamin dojrzałości w II Państwowym Gimnazjum w Rzeszowie . Absolwent historii (uczeń Władysława Konopczyńskiego) i romanistyki na UJ. W okresie studiów był wiceprezesem Koła Historyków Studentów UJ. Doktorat obronił w 1930. W 1930–1932 pracował jako nauczyciel w krakowskich gimnazjach, a następnie w 1932–1936 w I Gimnazjum i II Gimnazjum w Rzeszowie, gdzie uczył francuskiego i niemieckiego .
Na mocy rozporządzenia Ministra WRiOP na początku 1937 mianowany nauczycielem II Państwowego Gimnazjum im. Juliusza Słowackiego w Tarnopolu. W Tarnopolu organizował Podolskie Towarzystwo Przyjaciół Nauk i wydał pierwszą książkę. Po wojnie znalazł się w Krakowie, gdzie za sprawą Konopczyńskiego związał się z PAU jako bibliotekarz i kustosz zbiorów Pracowni Historycznej (1947–1951), a po jej likwidacji do 1964 z Polską Akademią Nauk, gdzie kierował Pracownią Bibliografii Historii Polski. Od 1950 pracownik Wyższej Szkoły Pedagogicznej (WSP) w Krakowie, początkowo jako lektor, następnie wykładowca, od 1954 docent, od 1961 profesor nadzwyczajny, od 1971 profesor zwyczajny. W latach 1962–1972 sprawował funkcję prorektora WSP ds. nauczania, jednocześnie kierując Katedrą Historii Powszechnej (1963–1971), a następnie Zakładem Historii Starożytnej i Średniowiecznej (1971–1977) i Instytutem Historii (1974–1977). W 1977 przeszedł na emeryturę.
Zajmował się historią polityczną XVII wieku oraz edycją źródeł. Współpracownik Polskiego Słownika Biograficznego (biogramy o Fryderyku Wilhelmie, Fryderyku Kazimierzu Kettlerze, Michale Kazimierzu Pacu, Aleksandrze Koniecpolskim, Krzysztofie Grodzickim i innych).
Za wzór metody naukowej Przyboś uznawał swych przedwojennych wykładowców, Władysława Konopczyńskiego i Stanisława Kutrzebę. Kładł nacisk na wymiar literacki źródeł historycznych, wysoko cenił warsztat Wincentego Danka i Antoniego Jopka, historyków literatury w krakowskiej WSP. Wypromował siedmioro doktorów i 510 magistrów. Do jego uczniów należą związani naukowo z Rzeszowem Zdzisław Budzyński i Józef Półćwiartek, pod jego kierunkiem powstała także praca doktorska wykładowczyni krakowskiej WSP Joanny Bąkowej (1930–1974) (opublikowana pośmiertnie jako Szlachta województwa krakowskiego wobec opozycji Jerzego Lubomirskiego w latach 1661 do 1667, Kraków 1977).
Brat pedagoga Stefana Przybosia, a brat stryjeczny poety Juliana Przybosia, którego listy i twórczość z lat młodzieńczych przygotował do druku wraz z zarysem historii rodziny. Jego córką jest zoolog Ewa Przyboś-Razowska, a synem historyk Kazimierz Przyboś.
Został pochowany na cmentarzu Rakowickim w Krakowie (kwatera XIVA-11-1).

## Ordery i odznaczenia
- Krzyż Komandorski Orderu Odrodzenia Polski (1969)[17]
- Złoty Krzyż Zasługi (1956)
- Medal 10-lecia Polski Ludowej (26 marca 1955)[18]
- Złota Odznaka ZNP (1959)

## Główne prace

### Publikacje książkowe
- Konfederacja gołąbska, Tarnopol 1936.
- Powstanie chłopskie w starostwie lanckorońskim i nowotarskim w r. 1670, Kraków 1953.
- W latach potopu. Walka narodu polskiego z najazdem szwedzkim w latach 1655–1660, Warszawa 1956.
- Podróż królewicza Władysława Wazy do krajów Europy Zachodniej w latach 1624–1625 w świetle ówczesnych relacji, Kraków 1977 (przekład niemiecki: Lipsk 1988).
- Michał Korybut Wiśniowiecki 1640–1673, Kraków 1984.
- (z Michałem Rożkiem) Biskup krakowski Andrzej Trzebicki. Z dziejów kultury politycznej i artystycznej w XVII stuleciu, Warszawa 1989.
- Wspomnienia rzeszowianina 1906–1939, Rzeszów 1999.

### Wydania źródeł
- Materiały do powstania Kostki Napierskiego 1651 r., Wrocław 1951.
- Dwa pamiętniki z XVII wieku: Jana Cejrowskiego i Jana Floriana Drobysza Tuszyńskiego, Wrocław 1954.
- Akta sejmikowe województwa krakowskiego, t. II (1621–1660), Wrocław 1955; t. III (1661–1673), Wrocław 1959; t. IV (1674–1680), Wrocław 1963; t. V (1681–1696), Wrocław 1984.
- Akta radzieckie rzeszowskie 1591–1634, Wrocław 1957.
- (z Romanem Żelewskim) Dyplomaci w dawnych czasach. Relacje staropolskie z XVI i XVIII stulecia, Kraków 1959.
- Merkuriusz Polski, Kraków 1960.
- (z Romanem Żelewskim) Diariusz poselstwa polskiego do Francji po Henryka Walezego w 1573 roku, Wrocław 1963.
- (z Romanem Żelewskim) Albrecht Stanisław Radziwiłł, Memoriale rerum gestarum in Polonia 1632–1650, 4 t., Kraków 1968–1974; wersja polska: Pamiętnik o dziejach w Polsce, 3 t., Warszawa 1980.
- (z Kazimierzem Przybosiem) Diariusz kołowania i konfederacji pod Gołębiem i Lublinem w 1672 r. wraz z aktem konfederacji, Wrocław 1972.
- Listy Juliana Przybosia do rodziny, 1921–1931, Kraków 1974.
- Wielka legacja Wojciecha Miaskowskiego do Turcji w 1640 r., Warszawa 1985.
- (z Kazimierzem Przybosiem) Stanisław Dunin-Karwicki, Dzieła polityczne z początku XVIII wieku, Wrocław 1992.

### Ważniejsze artykuły
- Powstanie Kostki Napierskiego 1651 r., „Wierchy” 20 (1950/1951), s. 56–92.
- Rzeszów na przełomie XVI i XVII wieku, [w:] Pięć wieków miasta Rzeszowa XIV–XVIII, red. Franciszek Błoński, Warszawa 1958, s. 63–158.
- Akademia Krakowska w drugiej połowie XVII w., [w:] Dzieje Uniwersytetu Jagiellońskiego w latach 1364–1764, red. Kazimierz Lepszy, t. 1, Kraków 1964, s. 309–351.
- Miasto Jasło w latach 1648–1772, [w:] Studia z dziejów Jasła i powiatu jasielskiego, red. Józef Garbacik, Kraków 1964, s. 258–298.
- Eryk Dahlbergh, szwedzki pamiętnikarz (1625–1703), „Rocznik Naukowo-Dydaktyczny WSP w Krakowie – Prace Historyczne” 43/6 (1972), s. 189–210.